# Hijs Hokij La Haye
Le Hijs Hokij La Haye est un club de hockey sur glace de La Haye aux Pays-Bas. Il a évolué en Eredivisie, l'élite néerlandaise avant de rejoindre en 2015 la BeNe League.

## Historique
Le club est créé en 1936 sous le nom de HHIJC La Haye qu'il a porté jusqu'en 1996. Le nouveau nom est HIJS Hoky La Haye, puis en 2007, il prend le nom de HYS La Haye, et en 2014 Hijs Hokij La Haye.
En 1953, le club participe à la Coupe Spengler.

## Palmarès

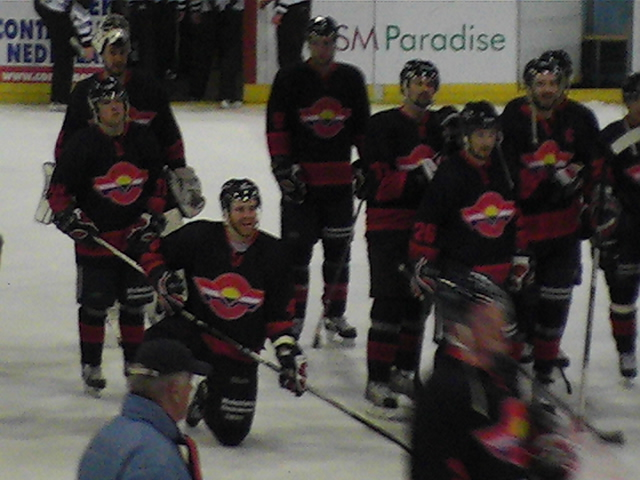
L'équipe en 2009.

- Eredivisie (10) : 1946, 1948, 1965, 1966, 1967, 1968, 1969, 2009, 2011, 2013
- BeNe League (1) : 2018

## Anciens joueurs
Cette liste, non exhaustive, reprend le nom d'anciens joueurs de l'équipe.
- Jan Boháč